# Brigadni general (Bolgarija)
Brigadni general (bolgarsko Бригаден генерал) je najnižji (enozvezdni) generalski vojaški čin v Bolgarski kopenski vojski in Bolgarskem vojnem letalstvu; uvršča se v Natov razred OF-06. Enakovreden je činu komodorja v Bolgarski vojni mornarici. Nadrejen je činu polkovnika in podrejen činu generalmajorja.
Čin je bil ustanovljen leta 2000 s spremembo Zakona o obrambi in Oboroženih silah Republike Bolgarije. Po trenutni zakonodaji je lahko v čin brigadnega generala povišan polkovnik, ki je uspešno opravil generalštabni tečaj na Vojaški akademiji Georgi Stojkov Rakovski.
Oznaka čina je ena zvezda.